# Damo (série télévisée)
Pour les articles homonymes, voir Damo.
Damo (en coréen : 다모/조선 여형사 다모, Joseon yeohyeongsa damo; en hanja : 朝鮮 女刑事 茶母) est une mini-série sud-coréenne en 14 épisodes d'une heure, adaptée du manga Damo Nam-Soon et diffusée entre le 28 juillet et le 9 septembre 2003 sur MBC.
Cette mini-série est inédite dans tous les pays francophones mais elle est disponible en DVD en français.

## Synopsis
L'histoire se déroule à la fin du XVIIe siècle, sur fond de complot, de romance, d'enquête policière et d'arts martiaux.
Une jeune femme, Jang Tchaeok, considérée comme serveuse de thé (damo), est agente secrète, au service de la police. Son père a été tué, sa famille dispersée. Enfant, elle a été recueillie par un adolescent, Hwangbo Youn, devenu chef de la police.
Les missions de Jang Tchaeok la conduisent à infiltrer une bande de hors la loi, dont le chef, Jang Sungbaek, est un jeune homme aux attitudes et comportements à la Robin des Bois.
Dans les secrets de l'histoire, il n'est pas difficile de comprendre que le jeune homme, Jang Sungbaek, n'est autre que son propre frère. Mais Jang Tchaeok ne peut le deviner...

## Distribution
- Ha Ji-won : Jang Tchaeok
- Kim Min-joon (en) : Jang Sungbaek
- Lee Seo-jin (en) : Hwangbo Youn

## Fiche technique
- Scénariste : Cheong Hyeong-su
- Réalisateur : Lee Jae-gyu
- Editeur DVD : Columbia Tristar

## Épisodes
Les titres français sont ceux de l'édition DVD.
1. Une mort mystérieuse
2. Un nouveau départ
3. Trafic
4. Volte-face
5. La grande évasion
6. Un autre monde
7. Haute trahison
8. L'assaut
9. Sacrifice
10. Le complot
11. La chute
12. Révélation
13. L'engagement
14. Une nouvelle ère

## Commentaires
Cette mini-série, dont l'histoire se situe à l'époque Joseon, a pour originalité, selon le réalisateur, de conjuguer des situations romantiques et des combats guerriers.

## Récompense
- Asian télévision Awards 2004 : Meilleure série télévisée

## Produits dérivés

### DVD
L'intégrale de la série est éditée en deux coffrets par Elephant Films. Il s'agit du premier drama sud-coréen à bénéficier d'une sortie dvd sur le territoire français.
- Damo - Volume 1 - 434 min - Coffret collector 4 DVD (4 avril 2007) (ASIN B000NDDTI4)
- Damo - Volume 2 - Coffret collector 4 DVD (5 septembre 2007) (ASIN B000S8SD8A)